# مواناسور
مواناسور(نام علمی: Moanasaurus) نام یک سرده از تیره موساسوریان است.